# Club Deportivo Garmense
El Club Deportivo Garmense es una institución deportiva de la localidad de De la Garma, Provincia de Buenos Aires. Fue fundado el día 1 de junio de 1921. Los colores que lo identifican son el verde y el blanco, con los cuales fueron diseñados el escudo y la indumentaria deportiva.

## Historia

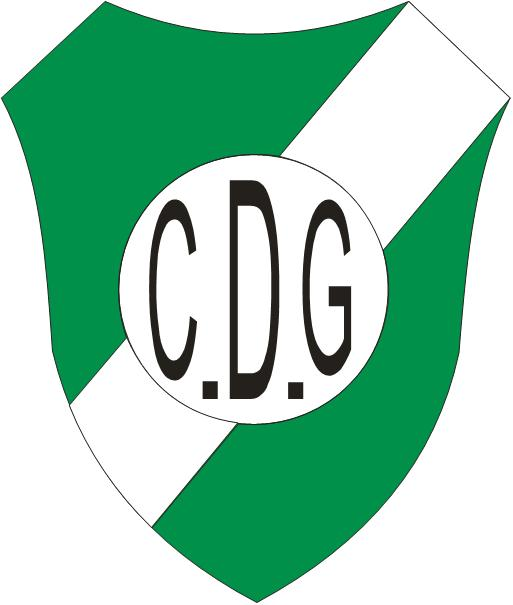
Escudo.

El Club Garmense fue creado el 1 de junio de 1921 bajo la denominación de “De la Garma Football Club”; el 13 de agosto de 1922 en su primer Acta por libro foliado se cambia el nombre a “Club Sportivo Garmense; finalmente el 2 de enero de 1945 se cambia jurídicamente su nombre por el de “Club Deportivo Garmense”.
A partir de su fundación, el club desarrollo primordialmente la actividad de fútbol, destacándose por participar en Ligas de Fútbol de la zona, tales como las de Laprida, Adolfo Gonzales Chaves y Tres Arroyos(Liga Regional Tresarroyense de fútbol). Sus equipos en sus distintas categorías, dejaron siempre una imagen de buen juego y comportamiento deportivo. Fue campeón en varias oportunidades en distintas categorías. Integraron sus equipos jóvenes desde los 10 años de edad en adelante; también formó equipos de veteranos que compitieron amistosamente con clubes de la zona. Se practicó esta disciplina desde 1922 hasta el año 2000 con una breve interrupción.
El Club Deportivo Garmense posee una rica historia en pelota a paleta, siendo cuna de un campeón mundial, campeones provinciales, y reconocido como uno de los constantes animadores de los torneos provinciales. Ya desde el año 1922 se comenzó con la actividad en cancha descubierta. 
Adrián Abadía, socio del club, fue campeón mundial en dos oportunidades (1952 y 1955) en España y en Uruguay. Norberto Pini, otro pelotari, obtuvo además de varios trofeos, el galardón de deportista “más caballero”. El club participa desde los años 60 en los torneos organizados por la Federación de Pelota a Paleta de la Pcia. de Buenos Aires en distintas categorías, que van desde pre infantiles a 1º categoría. Se practica desde 1922 a la actualidad. 
A partir de 1944 se comenzó a desarrollar la actividad de básquet participando en torneos cortos y amistosos. Actualmente esta actividad se desarrolla en el gimnasio polideportivo de la institución, por socios de la misma, en carácter de entrenamiento.
Ha fomentado la actividad de ciclismo desde el año 1940, organizando bicicleteadas en la fiesta de San Roque; ha colaborado con el club Pedal Club de A.Gonzales Chaves en la realización de pruebas. En la década de 1990 organiza carreras para participantes desde los 6 años de edad a veteranos, y envía un socio para que participe en los torneos provinciales y argentinos, obteniendo posiciones destacadas.
En las décadas del 80 y 90 se organizó una subcomisión de pesca, la cual organizó torneos y competencia en lagunas y en mar.
En 1982 comienza la actividad de bochas en el club, participando en esta década y en la del 90 en campeonatos de la Asociación Tresarroyense de Bochas, y en torneos zonales. Un integrante del club participó en la selección de Tres Arroyos.
Además, desarrolla desde siempre importantes actividades socio comunitarias, y tiene gran participación en las celebraciones locales.

## Instalaciones
El club cuenta con cómodas instalaciones. La sede social se ubica en la calle Av. Víctor H. Barrera 307 de De la Garma.  Allí posee un gimnasio utilizado para la práctica de vóley, básquet y fútbol 5, como así también para la realización de eventos sociales, una cancha de bochas, una cancha de Pelota paleta, fogón, salón de fiestas con capacidad para 200 personas y cafetería.
Además cuenta con un campo de deportes para la práctica de fútbol, situado en la calle Gorriti y Rivadavia, el cual a partir del año 2010 lleva el nombre: Julián A. N. Souto "Beto".
Sede social: 
- Ubicación: Av. Víctor H. Barrera 307
- TE / Fax: 2983-494043

Campo de deportes:
- Ubicación: Gorriti y Rivadavia

## Comisión Directiva
- Presidente:  Del Rio, José Luis.
- Vicepresidente: Di Luca, Silvina.
- Secretario: Ganin, Luciano
- Prosecretario: Díaz, Raúl
- Protesorero: Paci, Martín
- Vocales Titulares 1º: Atela, Marcelo
- Vocales Titulares 2º: Kuhn, Herman
- Vocales Titulares 3º: De Hormaechea, José
- Vocales Suplentes 1º: Lasa, Esteban
- Vocales Suplentes 2º: Calafate, Héctor
- Vocales Suplentes 3º: Soldavini, Luis
- Revisores de Cuentas 1º: Caballero, Pablo
- Revisores de Cuentas 2º: Del Río, José

## Pelota a Paleta
El Club Deportivo Garmense posee una rica historia en pelota a paleta, siendo cuna de un campeón mundial, campeones provinciales, y reconocido como uno de los constantes animadores de los torneos provinciales. Ya desde el año 1922 se comenzó con la actividad en cancha descubierta. Adrián Abadía, socio del club, fue campeón mundial en dos oportunidades (1952 y 1955) en España y en Uruguay. Norberto Pini, otro pelotari, obtuvo además de varios trofeos, el galardón de deportista “más caballero”. El club participa desde los años 60 en los torneos organizados por la Federación de Pelota a Paleta de la Pcia. de Buenos Aires en distintas categorías, que van desde pre infantiles a 1º categoría. Se practica desde 1922 a la actualidad.

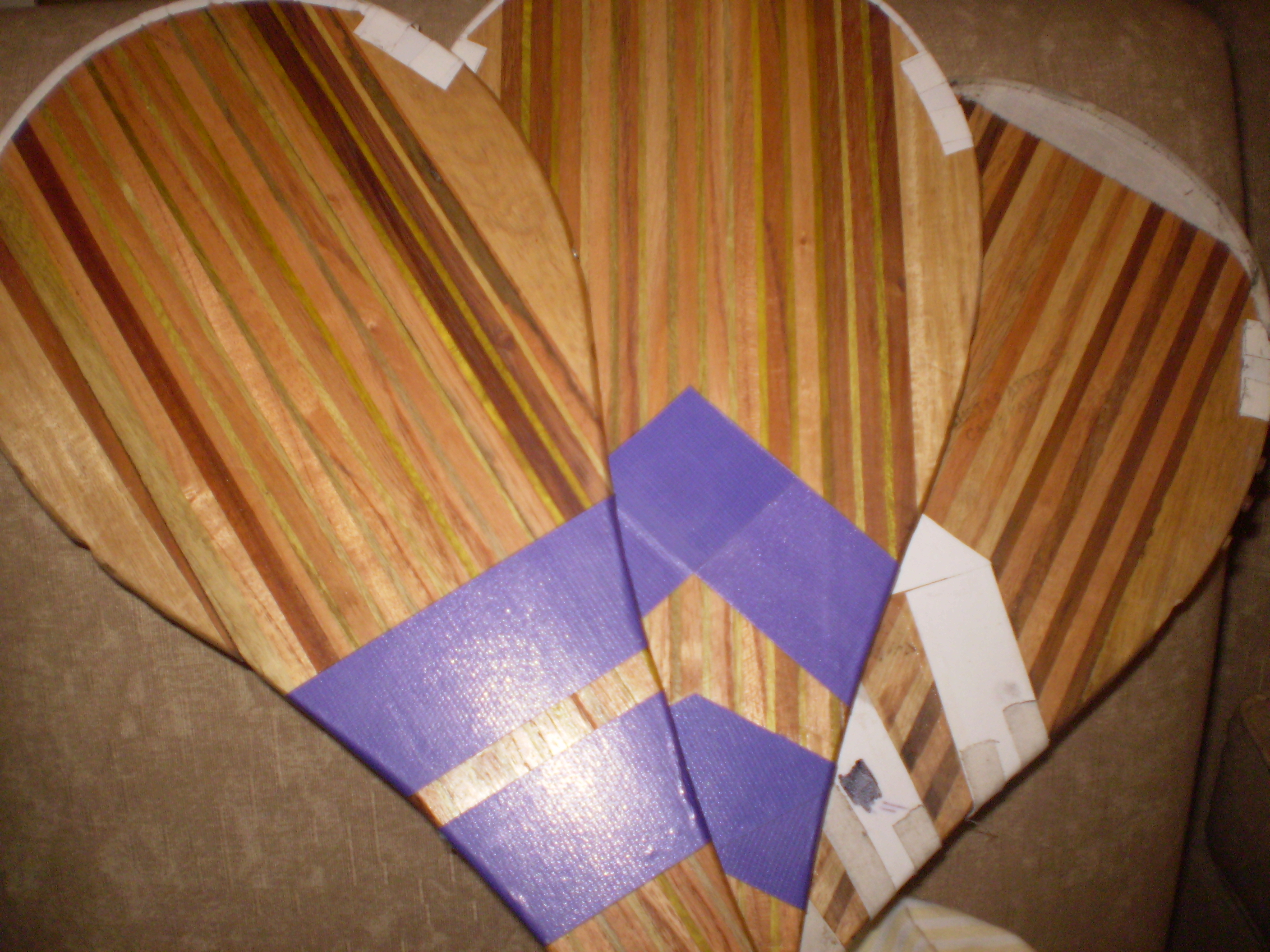

### Logros a nivel provincial

#### 2002[7]
- Tercera categoría: Campeón: F.Bossolo - Wibaux Juan Pablo

#### 2003[7]
- Tercera categoría: SubCampeón: F.Bossolo José Del Río
- Cuarta categoría: Campeón: Herman Kuhn - Luciano Alonso
- Quinta categoría: Campeón José Casco - Santiago Caparrós

#### 2006[8]
- Segunda Categoría: SubCampeón Clausura: Mariano Di luca - Bruno Di luca
- Segunda Categoría: SubCampeón Anual: Mariano Di luca - Bruno Di luca
- Tercera Categoría: SubCampeón Clausura: J.Casco - J. Del Río

#### 2007[9]
- Preinfantiles: SubCampeón Apertura: Cerri - Spindola
- Preinfantiles: SubCampeón Clausura: Cerri - Spindola
- Preinfantiles: SubCampeón Anual: Cerri - Spindola

#### 2008[10]
- Segunda Categoría: SubCampeón Clausura: J.Bozzolo - G.Spíndola - J.Del Río

#### 2009[11]
- Infantiles: Campeón Apertura: Mateo Cerri - Gonzalo Spindola
- Preinfantiles: Campeón Apertura: Pascual Cerri - José I. Lasa
- Preinfantiles: SubCampeón Apertura: Joaquín Lorenzo - Juan P. Larrieu
- Infantiles: SubCampeón Clausura: Mateo Cerri - Gonzalo Spindola
- Preinfantiles: SubCampeón Clausura: Pascual Cerri-José I. Lasa
- Infantiles: SubCampeón Anual: Mateo Cerri - Gonzalo Spindola
- Preinfantiles: Campeón Anual: Pascual Cerri - José I. Lasa

#### 2010[12]
- Menores: SubCampeón Apertura: Juan Lasa - Gonzalo Spíndola
- Tercera Categoría: SubCampeón Clausura: F.Bossolo - J.Wibaux
- Menores: SubCampeón Clausura: Juan Lasa - Gonzalo Spindola
- Infantiles: SubCampeón Anual: Joaquín Lorenzo - Matías Arias

#### 2011[13]
- Juveniles: Campeón Apertura: Gonzalo Spíndola
- Menores: SubCampeón Apertura:	Nehuen Larrieu - Gonzalo Spindola
- Primera: SubCampeón Clausura: Gabriel Villegas -Germán Spíndola
- Sexta: SubCampeón Clausura: De hormaechea - Aguilar
- Menores: SubCampeón Clausura: Nehuen Larrieu - Gonzalo Spindola

### Adrián Abadía
El señor Abadía se inicia en el año 1934, como la primera pareja, junto al señor Centurión, que representa al Club Deportivo Garmense en Pelota a Paleta. En el año 1936, ya afiliado a la Federación de la Provincia de Buenos Aires, debuta en distintos lugares obteniendo excelentes resultados, entre ellos el de campeón provincial. Posteriormente se radica en Buenos Aires donde representa a varias instituciones y logra así el campeonato nacional. El Pelotari, Adrían Abadía, no se detendría por muchos años en su carrera de triunfos. Representando al país logra el campeonato sudamericano en 1951 en Chile. Luego, en el año 1952, es campeón Mundial en España, nuevamente en el año 1955 logra el campeonato mundial realizado en Uruguay.

## Fútbol
En fútbol el club Garmense ha logrado consagrarse campeón de la copa Adolfo González Chaves en 1968 y en el torneo preparación de 1981. También obtuvo en un par de oportunidades el campeonato de segunda división de la Liga Regional Tresarroyense de fútbol, logrando el ascenso a primera división.
2019: El 17 de Noviembre del año 2019, el Club Deportivo Garmense logró el ascenso a Primera División de la Liga Regional Tresarroyense de fútbol, luego de 3 años de haber vuelto al fútbol.